# American Werewolf in Paris
American Werewolf in Paris (Originaltitel: An American Werewolf in Paris) ist eine Horrorkomödie von Anthony Waller aus dem Jahr 1997. Der Titel ist an den Film American Werewolf aus dem Jahr 1981 angelehnt.

## Handlung
In Paris, im Untergrund der Stadt, scheint etwas Unheimliches zu hausen: Ein Mensch verschwindet, von einer Kreatur verschleppt, in der Kanalisation.
Der Amerikaner Andy McDermott und seine Freunde Brad und Chris besichtigen als Rucksacktouristen die Stadt. Bei der nächtlichen Vorbereitung eines illegalen Bungee-Sprungs vom Eiffelturm erscheint dort eine hübsche blonde Frau. Als sie in Selbstmordabsicht hinabspringt, springt Andy mit dem Seil am Fuß hinterher. Seine Freunde halten das noch lose Ende fest, Andy kann die Frau fangen, stößt sich aber beim Sprung den Kopf an einem Stahlträger und erwacht am nächsten Tag im Krankenhaus. Überraschend läuft dort die blonde Frau von letzter Nacht über den Flur. Seine Freunde finden einen Abschiedsbrief, der ihre Identität enthüllt: Serafine Pigot. An ihrer Adresse ist sie gegenüber den drei Freunden kurz angebunden, willigt aber in ein späteres Treffen mit Andy ein.
Das Treffen in einem Café läuft nicht gut, Serafine verschwindet wieder. Die drei Freunde wollen sie daher abends nochmals zuhause aufsuchen, treffen dort aber nur einen mysteriösen Mann namens Claude, der die drei auf eine Party in unterirdischen Kellern in der Nähe schickt. Dort ist Serafine nicht, Chris kehrt allein zur Villa zurück und findet sie eingeschlossen in einer Zelle im Keller. Chris erzählt ihr von der Party, befreit sie und wird von ihr in der Zelle eingesperrt. Auf der Party lotst Serafine Andy durch unterirdische Gänge weg von den anderen Gästen, Brad folgt ihr, die Party entpuppt sich als Festbankett für die Veranstalter, die sich in Werwölfe verwandeln. Brad wird von einem Werwolf getötet. Serafine jagt Andy von sich weg. Auf seiner Flucht durch die Kanalisation wird er von einem Werwolf verfolgt und in den Fuß gebissen, kann ihm aber entkommen.
Am nächsten Morgen erwacht er in der Villa der Pigots, seine Verwandlung in einen Werwolf hat schon eingesetzt. Nachdem er Visionen hat und Serafines untote Mutter kennenlernt, flieht Andy vor dieser neuen Realität. Auch Brad erscheint ihm und warnt, dass es zu unschuldigen Opfern kommen werde. Andy beobachtet bei der Partylocation die Bergung von Leichenteilen und des toten Brad durch die Polizei. In einem Restaurant, in dem sich der von seinem Wesen her verändernde Andy alle möglichen rohen Fleischspeisen, die ihm ein Kellner an einem weiß gedeckten Tisch serviert, wie ein Tier verschlingt, lernt er eine amerikanische Touristin namens Amy kennen. Später geben sich Andy und Amy nachts auf dem Friedhof Père-Lachaise auf dem Grab des toten Rocksängers Jim Morrison von The Doors der körperlichen Liebe hin, bis sich Andy plötzlich aufgrund des scheinenden Vollmonds in einen Werwolf verwandelt und seine weibliche Abendbekanntschaft zerfleischt. Am nächsten Morgen erwacht Andy in menschliche Gestalt zurückverwandelt auf dem Friedhof, umgeben von Fotografen und eintreffenden Polizisten, die ihn verhaften und in einem Leichenschauhaus in einem Kühlfach die blutig entstellte Leiche von Touristin Amy zeigen, die fortan als Untote auf der Erde wandelt, genau wie sein untoter Freund Brad. Erst wenn jene Werwölfe selbst tot sind, die Brad und Amy getötet haben, können die beiden untoten Geister ihren endgültigen Seelenfrieden finden. Mithilfe von Brad und Amy gelingt Andy die Flucht. Erst wenn Andy den Werwolf, der ihn ins Bein gebissen hat, tötet und dessen Herz aufisst, kann er die ständige Verwandlung in einen Werwolf beenden.
Andy erfährt, dass auch Serafine ein Werwolf ist. Ihr Vater war der flüchtende Mann zu Beginn des Films und wollte ein Gegenmittel finden, das entwickelte Serum löste die Verwandlung aber unmittelbar aus und führte dazu, dass Serafine als Werwolf die Mutter tötete und den Vater schwer verletzte. Das Serum lagerte im Haus der Pigots und wurde von der Werwolfbande gestohlen, um sich unabhängig vom Vollmond verwandeln zu können. Das nächste „Bankett“ speziell für Amerikaner soll als „Unabhängigkeitsparty“ schon bald stattfinden.
Serafine und Andy wollen die Bande auf dem Fest in einer Kirche stellen. Nachdem die Bande das Kirchenportal blockiert hat, spritzt sie sich das Serum. Andy warnt die Besucher vergeblich. Zivilbeamte unter den Gästen werden selbst zu Gejagten. Serafine kann den Bagger vor dem Eingang wegfahren, worauf dem Großteil der Partybesucher ein Entkommen möglich ist. Mit Pistolen toter Polizisten schießen Andy und Serafine auf die Werwölfe. Deren Anführer Claude ist über einen Gang in den Untergrund geflohen. Serafine spritzt sich das Serum und besiegt Claude im Kampf der Werwölfe. Andy schießt nichtsahnend den siegreichen Werwolf an, der davonhumpelt. Andy geht ihm nach und findet die zurückverwandelte, verletzte Serafine. Diese sagt ihm, wenn er sie tötet und ihr Herz, nämlich das Herz des Werwolfes, der seine Verwandlung ausgelöst hat, isst, wird er geheilt. Da Polizei dazukommt, muss Andy fliehen und fällt durch eine Öffnung nach unten, verfolgt von einem Werwolf. Es ist Claude, der sich, zurückverwandelt zum Menschen, in einer abgestoppten U-Bahn erneut spritzen will. Doch Andy erkennt an einer Narbe, dass Claude und nicht Serafine ihn in jener Nacht gebissen hat. Er entreißt ihm das Serum und spritzt es sich selbst, tötet als Werwolf Claude und verzehrt dessen Herz. Für Serafine entpuppt sich das im Krankenwagen verabreichte Adrenalin als Gegenmittel.
Monate später in New York will Andy seiner Geliebten Serafine einen Ehering anstecken. Doch der Ring fällt versehentlich von der Freiheitsstatue, auf dem das Paar den Bund der Ehe eingehen will, in die Tiefe; beide, die einen gemeinsamen Bungee-Sprung vorbereitet hatten, springen hinterher und Andy fängt ihn. Doch Chris kann diesmal Andys wiederum noch nicht befestigtes Seil nicht festhalten; als er hinunterblickt, sieht er Andy und Serafine in inniger Umarmung, weshalb das verliebte Pärchen sicher an dem festgebundenen Seil baumelt.

## Kritiken
„Zu Beginn eine harmlose Teenagerkomödie, schlägt der Film rasch in eine abstruse Horrorfarce mit tumben Figuren um.“

„[D]as Drehbuch kommt trotz Mitarbeit von Landis allzu schlapp daher und auch bei der Umsetzung happert es immer wieder, den Witz des Originals erreicht dieses Sequel nie. Lediglich Julie Delpy überzeugt ansatzweise, kann den Film jedoch nicht retten.“

„Lockere Fortsetzung von John Landis’ Kultschocker.“

## Auszeichnungen
- Die Deutsche Film- und Medienbewertung FBW in Wiesbaden verlieh dem Film das Prädikat „wertvoll“.[4]
- Der im Film verwendete Song "Mouth" von der britischen Band Bush wurde 1998 für den MTV Movie Award nominiert.[5]
- Anthony Waller gewann 1998 drei Preise des Gérardmer Film Festivals.[5]